# María del Carmen Clapp
María del Carmen Clapp Jiménez es una académica e investigadora titular del Instituto de Neurobiología de la Universidad Nacional Autónoma de México, también forma parte del Sistema Nacional de Investigadores con nivel III. Su investigación está centrada en la prolactina y el efecto que esta hormona ejerce a nivel de vasos sanguíneos, como mediadora de la respuesta inflamatoria, así como sus efectos sobre el metabolismo y la supervivencia tisular. Entre otros reconocimientos, le fue otorgado el Premio Universidad Nacional 2016, por investigación en ciencias naturales.

## Formación
Realizó sus estudios de licenciatura en biología en la Universidad Metropolitana (UAM) en 1974. Posteriormente curso la maestría y doctorado en fisiología en la Universidad Nacional Autónoma de México (UNAM). Y en 1985, realiza una estancia para posdoctorarse en fisiología-anatomía por la Universidad de California en Berkeley.

## Área de investigación
Ciencias Biológicas Neurobiología Regulación hormonal de los vasos sanguíneos, inflamación, metabolismo, crecimiento y supervivencia del tejido.

## Descubrimientos
Entre sus principales aportaciones se encuentra la demostración de que las vasoinhibinas reducen la función vascular y los mecanismos de acción molecular a través de los cuales se produce el efecto angiogénico, así como la vasorrelajación y la vasopermeabilidad en cultivos primarios de endotelio vascular y que, por lo tanto, pueden tener una mayor repercusión sobre la fisiopatología del sistema cardiovascular. Junto con su grupo de trabajo, amplió el espectro de los efectos ejercidos por la prolactina hasta entonces conocidos y que parecen tener implicaciones clínicas no sólo en procesos inflamatorios y enfermedades angiogénico-dependientes, sino también en padecimientos cardiovasculares como la cardiomiopatía del posparto, la preeclampsia, la hipertensión y la aterosclerosis.

## Reconocimientos
- Premio El Mejor Estudiante de México
- Medalla Gabino Barreda
- Beca Guggenheim
- Premio de Investigación de la Academia Mexicana de Ciencias
- Reconocimiento Distinción Universidad Nacional para Jóvenes Académicos
- Premio Bienal José Santos en Oftalmología en dos ocasiones
- Premio de Investigación Médica Doctor Jorge Rosenkranz (2006)[3][4]
- Premio de la Cámara Nacional de la Industria Farmacéutica (2008)[5]
- Premio GEN (2008)[5]
- Premio Universidad Nacional, en el área de Investigación en ciencias naturales, entre otros.